# Józef Borcz
Józef Borcz ps. „Krótki“ (ur. 5 września 1921 w Woli Małej, zm. 16 marca 2013 w Żołyni) – polski działacz społeczny, żołnierz ZWZ i Armii Krajowej, porucznik Wojska Polskiego.

## Życiorys
W lutym 1940 roku zaprzysiężony do Związku Walki Zbrojnej, ukończył konspiracyjną Szkołę Podchorążych Piechoty. Służył w Placówce nr 3 (Czarna) w Obwodzie Łańcut Armii Krajowej jako podoficer broni i zastępca dowódcy drużyny. Brał udział w wielu akcjach dywersyjnych na terenie obwodu, zajmował się również zdobywaniem broni i wyposażenia wojskowego z niemieckich transportów kolejowych oraz szkoleniami z zakresu obsługi broni palnej.
Podczas akcji „Burza” był żołnierzem 39 Pułku Piechoty AK. W listopadzie 1944 roku otrzymał Krzyż Walecznych i został awansowany na stopień podporucznika. Po rozwiązaniu Armii Krajowej został członkiem Zrzeszenia Wolność i Niezawisłość. W lipcu 1945 roku został aresztowany, 21 grudnia tego samego roku został zwolniony na mocy amnestii. Ponownie zatrzymany 29 listopada 1949 roku, w lutym 1950 skazany na 4 lata więzienia. Więziony był w Rzeszowie, Przemyślu, Jaworznie, Nowym Wiśniczu, zwolniono go w 1953.
Po zwolnieniu zaczął pracę jako elektryk, a następnie jako tłumacz w Łańcuckiej Fabryce Śrub. Działał w PTTK i Lidze Obrony Kraju.
Od 1989 był członkiem Światowego Związku Żołnierzy Armii Krajowej, działał jako przewodniczący Komisji Weryfikacyjnej i następnie jako prezes Oddziału SZŻAK w Łańcucie. W 1989 roku awansowany na stopień porucznika.
Zmarł w 2013 roku, pochowany na cmentarzu komunalnym w Łańcucie.

## Odznaczenia
Został odznaczony następującymi odznaczeniami:
- Krzyż Walecznych (1944)
- Srebrny Krzyż Zasługi z Mieczami
- Medal Wojska (czterokrotnie)
- Krzyż Armii Krajowej
- Krzyż Pamiątkowy Akcji „Burza”
- Odznaka „Weteran Walk o Wolność i Niepodległość Ojczyzny”
- Odznaka „Więzień Polityczny”
- Medal „Zasłużony dla Powiatu Łańcuckiego”

Nadawane przez Juliusza Nowinę-Sokolnickiego
- Krzyż „Za Wolność i Niepodległość“ z mieczami
- Medal „Za Wolność i Niepodległość“